# Knut Ferdinand Lagus
Knut Ferdinand Lagus,, född i Åbo den 24 december 1824, död den 11 november 1859 i Vevey i Schweiz, var en finländsk juridisk skriftställare, son till Wilhelm Gabriel Lagus den äldre, bror till Wilhelm Lagus, Robert Erik Lagus och Wilhelm Gabriel Lagus den yngre.
Lagus blev student vid Kejserliga Alexanders Universitetet i Finland i Helsingfors 1844, filosofie kandidat 1848 och filosofie magister 1850, juris kandidat 1852, juris licentiat 1855 samt docent i kriminal- och statsrätt 1856. Sedan han flera gånger förestått juridiska professurer, var han redan utnämnd till professor i kriminallagfarenhet, då han avled. Jämte de akademiska avhandlingarna Om återfall i brott (I, II, 1855, 1856), Om jordaskiften enligt svensk-finsk lagstiftning (1857) och Om dödsstraffet (1859), utgav Lagus en undersökning Om straffets grund och väsende (1859).